# Agustín Edwards Mac-Clure
Agustín Edwards Mac-Clure (Santiago, 17 de junio de 1878-ibídem, 18 de junio de 1941) fue un empresario periodístico, economista, banquero, diplomático, escritor y político chileno, importante baluarte del Partido Nacional y fundador de los periódicos El Mercurio de Santiago, La Estrella de Valparaíso, El Mercurio de Antofagasta, todos vástagos de El Mercurio de Valparaíso.
Fue diputado de la República por cuatro periodos consecutivos, entre 1900 y 1912. Se desempeñó además, como ministro de Estado durante los gobiernos de Germán Riesco y Pedro Montt y fue embajador de su país en Europa y Estados Unidos.

## Primeros años de vida
Edwards Mac-Clure fue uno de los nueve hijos del acaudalado banquero y empresario periodístico Agustín Edwards Ross y de Luisa Mac-Clure Ossandón. Es hermano del diputado Raúl Edwards Mac-Clure y sobrino del senador Arturo Edwards Ross. Los Edwards pertenecían a la oligarquía política santiaguina.
Edwards Mac-Clure demostró desde su niñez ser poseedor de una clara inteligencia y don de gentes, cualidades que sumadas a su esmerada educación, fortuna y linaje social lo llevarían a desarrollar una gran trayectoria en el ámbito político, educacional y económico en Chile.
Realizó sus estudios primarios en los Colegio de los Padres Franceses de Valparaíso y las Humanidades en el Colegio San Ignacio de Santiago, perteneciente a la Compañía de Jesús.
Ya en poder de su Bachillerato de Humanidades principió a estudiar Derecho, pero postergó la carrera para viajar a Europa con sus padres en 1896. En suelo galo tomó cursos de Economía en Francia y se inició en la banca, el comercio y las actividades económicas, para lo cual tenía grandes dotes. A su regreso a Chile en 1897 comenzó a trabajar como secretario del gerente del Banco de Chile y socio activo del Banco de A. Edwards en Valparaíso.
En 1898, Agustín Edwards Mac-Clure se casó con Olga Budge Zañartu, con quien tuvo un único hijo, Agustín Edwards Budge.

## Fundación de periódicos
En 1900, Edwards Mac-Clure inició la fundación de El Mercurio de Santiago, el 1 de junio de 1900. En esta empresa se valió de un empleado de confianza de su padre, el veterano periodista Eloy T. Caviedes quien había prácticamente iniciado su carrera y cubierto importantes eventos del siglo pasado en El Mercurio de Valparaíso quien estructuró la empresa y fue además su primer jefe de prensa.
En 1901 viajó a Estados Unidos, a empaparse del sistema de imprentas en el periódico New York Herald, suspendiendo temporalmente su labor política y periodística.
En 1904 lanzó Las Últimas Noticias, en 1906 El Mercurio de Antofagasta y sucesivamente las revistas: Zig-Zag, Selecta, Familia, Corre Vuela y El Peneca, en 1908. En 1921 fundó La Estrella de Valparaíso. La mayoría de los periódicos perduran hasta hoy.

## Actividad pública

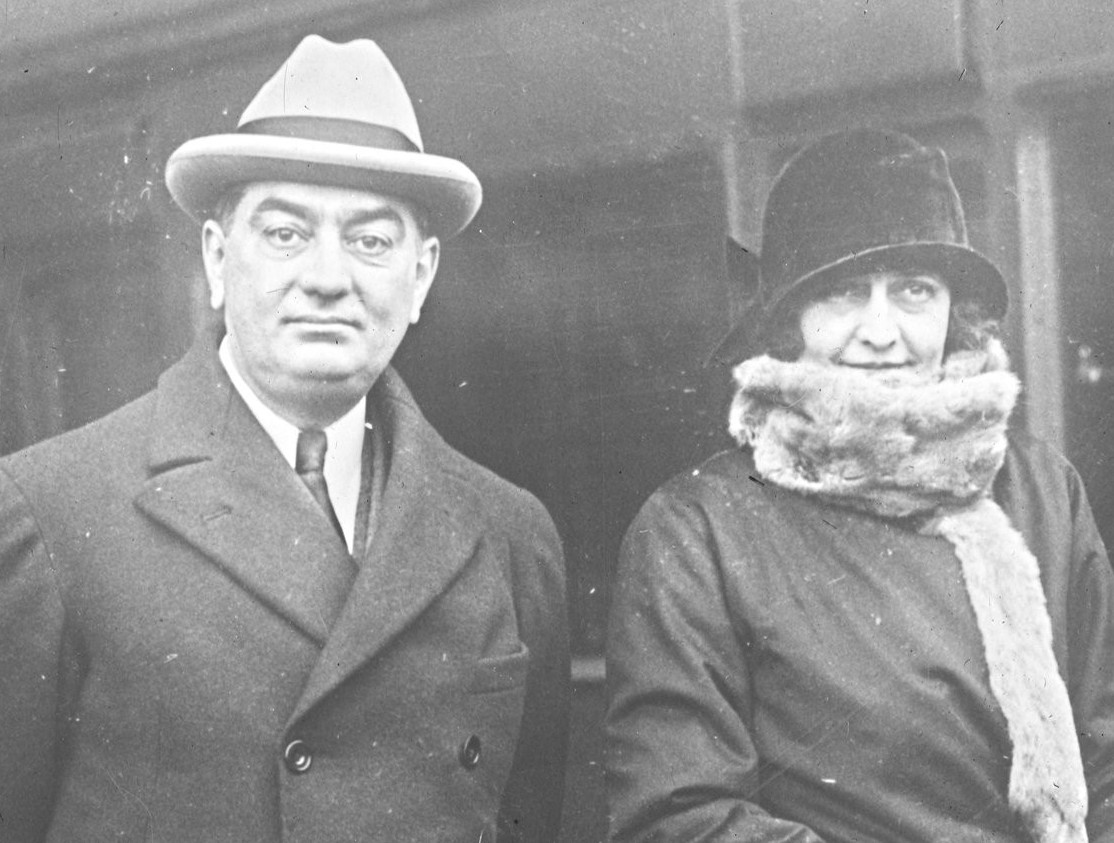
Agustín Edwards Mac-Clure y su esposa en 1924.

Fue diputado por cuatro períodos consecutivos, desde 1900 a 1910, representando al Partido Nacional. En el año 1900, con 22 años, fue elegido diputado por Quillota y Limache, por el periodo 1900-1903. El 14 de noviembre de 1902 fue designado primer vicepresidente de la Cámara. Integró la Comisión Permanente de Hacienda e Industria.
En 1903, fue reelecto por la misma zona, por el período 1903-1906. Fue reemplazante en la Comisión Permanente de Relaciones Exteriores e integró la Comisión Permanente de Hacienda, de la que fue su presidente.
En 1906, obtuvo una tercera reelección por Limache y Quillota, por el periodo 1906-1909. Fue reemplazante en la Comisión Permanente de Relaciones Exteriores y en la de Instrucción Pública. El 31 de agosto de 1907, aceptó el cargo de ministro plenipotenciario en Estados Unidos y México por lo que el 15 de octubre de ese fue remplazado.
En 1909, fue reelecto por la misma zona, por el periodo 1909-1912. Integró la Comisión Permanente de Relaciones Exteriores. En noviembre de 1910 aceptó el cargo de ministro plenipotenciario en Gran Bretaña y el 21 de diciembre de ese año se incorporó en su reemplazo José Manuel Larraín Valdés.
Fue designado ministro de Relaciones Exteriores, Culto y Colonización durante la administración de Germán Riesco. Durante la presidencia de Pedro Montt volvió a ocupar el mismo cargo y también el de ministro del Interior. Como canciller le cupo negociar la paz con Bolivia, aún en estado de beligerancia con Chile desde la Guerra del Pacífico.
Como ministro plenipotenciario de Chile ante el Reino Unido en 1910, tuvo destacada actuación en las gestiones preliminares del plebiscito que debía celebrarse para dilucidar la cuestión de Tacna y Arica con el Perú.
Edwards fue elegido presidente de la Asamblea General de la Sociedad de Naciones, cargo que ejerció desde 1922 hasta 1923.
En 1925, el 23 de enero se produjo un intento de golpe encabezado por el entonces mayor Carlos Ibáñez del Campo, cuya acción estuvo a punto de desencadenar una guerra civil. Esta grave situación fue superada gracias a la mediación de Agustín Edwards Mac-Clure, y resultado de ella fue la Junta de Gobierno que duraría en sus funciones hasta el regreso de Arturo Alessandri Palma al poder.
Fue además perseguido y acosado como opositor durante el primer gobierno del general Carlos Ibáñez del Campo (1927-1931).

## Publicaciones y legado
Publicó algunos libros de historia, como My Native Land: Panorama, Reminiscences, Writers and Folklore —publicado en inglés en Londres en 1928, y como Mi tierra en Valparaíso el mismo año—, El Alba y Cuatro Presidentes de Chile, que abarca la historia de los gobiernos de Prieto, Bulnes, Montt y Pérez.
Fue miembro fundador de la Sociedad Chilena de Historia y Geografía. En 1926, cumpliendo con el encargo testamentario de Federico Santa María Carrera, colaboró a fundar la Universidad Técnica Federico Santa María que lleva el nombre de este hombre de negocios chileno.
Falleció a los 63 años, el 18 de junio de 1941, en su residencia ubicada en el Palacio Errázuriz Urmeneta (Avenida Libertador Bernardo O'Higgins 1656); fue atendido por los médicos Carlos Corvalán y Hernán Alessandri. Los funerales se realizaron el 20 de junio, luego de una misa realizada en el domicilio de Edwards por el entonces rector de la Universidad Católica de Chile, monseñor Carlos Casanueva; posteriormente fue trasladado y sepultado en el Cementerio General.

## Distinciones y condecoraciones
- Gran Cruz de la Orden de Isabel la Católica ( España, 30 de mayo de 1906).[4]